# 승암역
승암역(勝岩驛)은 조선민주주의인민공화국 함경북도 경성군 승암로동자구에 위치한 평라선의 철도역이다.

## 역사
- 1920년 10월 1일 : 경성역(鏡城驛)으로 영업 개시[1]
- 1934년 8월 27일 : 본 역과 라남역 사이에서 제 552호 급행열차가 탈선하여 41명의 사상자가 발생하였다[2]
- 일자 불명: 승암역으로 개칭